# 할론
할론(halon)은 탄화수소의 일부 또는 전체 수소 원자가 할로겐 원자로 치환된 할로겐화 탄화수소 중 브롬을 포함하는 것을 의미한다. 할로겐화 탄화수소 (HALogenated hydrocarbon)가 어원으로, 미국 육군 공병대 (USACE)가 1948년에 명명했다.